# Tono Bungay
Tono Bungay (titlu original: Tono-Bungay) este un roman realist semi-autobiografic scris de H. G. Wells și publicat în 1909. Acesta a fost numit "fără îndoială, cartea sa cea mai artistică." Este considerat, de către mulți critici britanici, ca fiind cel mai bun roman al lui Wells. Autorul spune că acesta este un roman în genul Dickens-Thackeray în care a descris în coordonatele realismului critic cariera vertiginoasă a unui farmacist umil provincial.

## Prezentare
Romanul este narat de George Ponderevo, un comerciant întreprinzător ce abuzează de credulitatea cumpărătorilor cu o reclamă dezmățată. El lansează pe piață un medicament botezat sonor cu un nume misterios, „Tono Bungay”, brevetat de unchiul său cel ambițios, Edward. Însă medicamentul conține apă și un vag stimulent. Reclamele care sunt lipite pe toate străzile din Anglia laudă virtuțile omnipotente ale medicamentului, ducând la un fel de obsesie colectivă. George Ponderevo, pe baza câștigurilor imense, se apucă de alte afaceri din ce în ce mai profitabile și intră în rândurile celor din înalta societate. Dar totul se prăbușește ca un castel de nisip în urma unui crah financiar, ca un simbol al unei întregi lumi parazitare. Autorul conchide în final că el nu crea nimic, nu inventa nimic, nu economisea nimic. Nici una din marile lui afaceri nu a adăugat vieții omenești vreo valoare reală.

## Teme
- Scepticism
- Socialism
- Plictiseala (Ennui)
- Societatea engleză
- Metafizică

## Traduceri în limba română
- 1967 - Tono Bungay - Editura pentru Literatură Universală, 432 de pagini, ISBN 60828CPCSTO